# 磁気インク文字認識
磁気インク文字認識（じきインクもじにんしき、英: Magnetic ink character recognition, MICR）とは、文字認識技術の一種で、欧米の銀行での小切手処理に使われた。1956年7月、アメリカ銀行協会に対してデモが実施され、1963年ごろまでにアメリカ合衆国のほぼ全ての銀行で採用された。

## 概要

E-13B MICRフォントの例。数字列を囲んでいる制御文字は、左から順にtransit, on-us, amount, dashである。

CMC-7 MICRフォントの例。数字の後に並ぶ制御文字は、左から順にinternal, terminator, amount, routingで、最後の文字は未使用

MICRの主なフォントには、E-13BとCMC-7がある。アメリカ、カナダ、イギリスでは、小切手の底辺付近にE-13Bフォントで文字が印刷されている。フランスなどではBullが開発したCMC-7フォントが使われている。
フォントが特徴的なだけでなく、MICR文字は一般に酸化鉄を含んだ磁気インク（あるいはトナー）で印刷されている。磁気印刷を使うことでコンピュータシステムが容易にそれを読み取ることができる。例えば、MICR文字の上に別の印刷がされたり、何らかのスタンプが捺されても読み取り可能である。文字は紙に印刷されたときに磁化され、各文字の右端がN極になる。これをテープレコーダーのヘッドのような装置で読み取る。このとき、文字の形状によって読み取られる波形がそれぞれ異なるため、文字として認識可能になっている。
磁気インク文字認識の誤認率は、一般的な光学文字認識の最も優秀なシステムと同程度である。印刷されたMICRについては、読み取れないケースは1%未満、読み間違うケースは10万文字に1文字程度である。
1964 - 65年頃、デザイナーのレオ・マッグス (Leo Maggs) が、未来的なイメージを演出するためにMICR数字に特有のスタイルをアルファベット全体に拡大し、彼の手によりフォントWestminsterとして仕上げられた。